# Brindis (música)

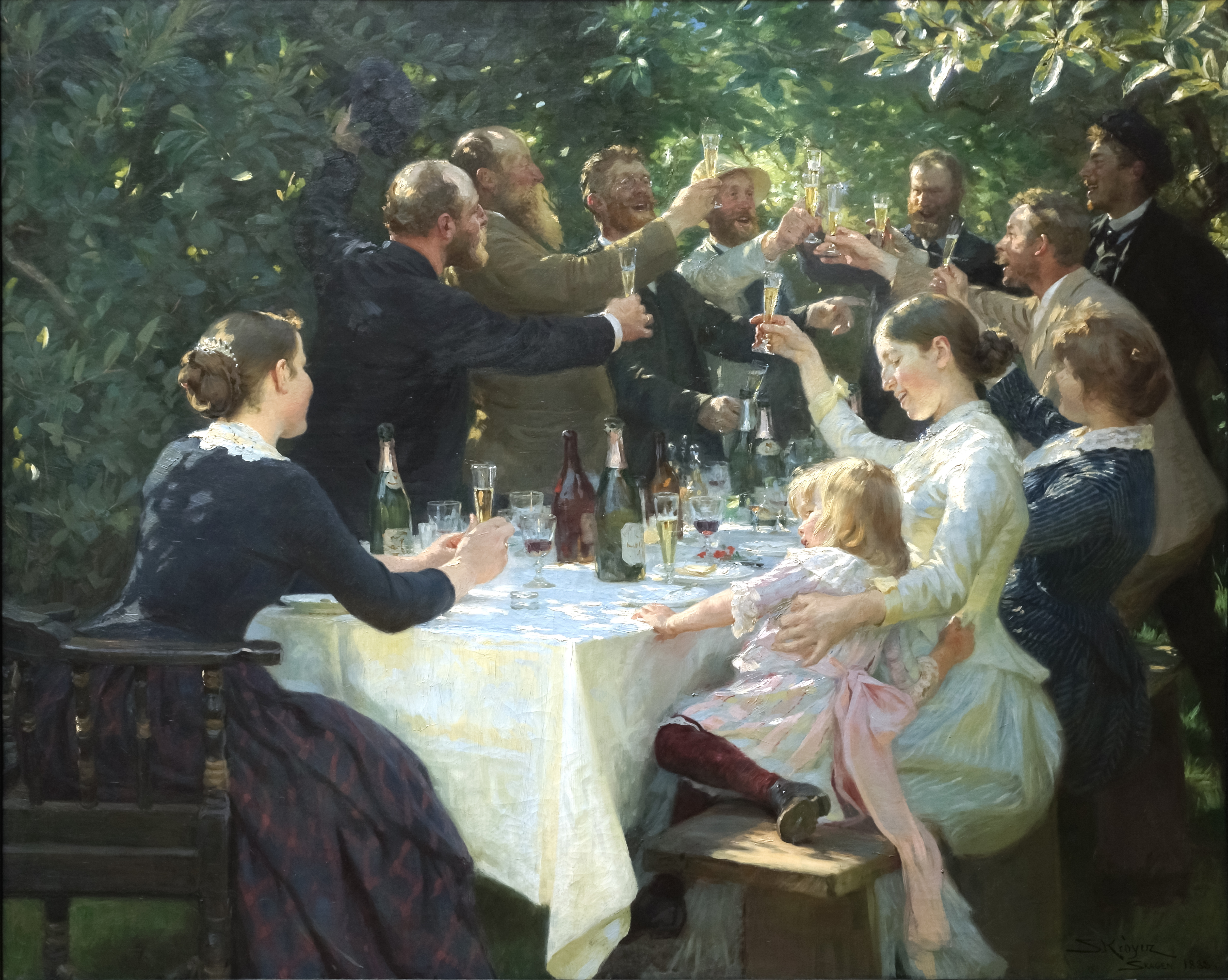
Hip, Hip, Hurrah! por el pintor danés P. S. Krøyer, 1888

Un brindis (en italiano brindisi) es una canción en la que se exhorta a un grupo a beber, una canción de bebida.
La palabra "brindis" procede del alemán bring dir's – "(Yo) te lo ofrezco", que en un tiempo se usó para introducir un brindis. En la ópera es habitual que haya este tipo de brindis, conocido con el término italiano de brindisi. Típicamente, en un brindis operístico, un personaje hace un brindis con una melodía solitaria y todo el conjunto más tarde se une en el estribillo.
Algunos de los brindis operísticos más conocidos son:
- "Libiamo ne' lieti calici", cantado por Alfredo y Violeta en el Acto I de La traviata de Verdi.
- "Viva, il vino spumeggiante", cantado por Turiddu en la escena 2 de Cavalleria rusticana de Mascagni.
- "Il segreto per esser felici", cantado por Orsini en el Acto II de Lucrezia Borgia de Donizetti.
- "Inaffia l'ugola!", cantado por Yago en el Acto I de Otello de Verdi.
- "Si colmi il calice", cantado por Lady Macbeth en el Acto II de Macbeth de Verdi.
- "The Tea-Cup Brindisi", en el finale del Acto I de The Sorcerer de Gilbert y Sullivan.